# دكتور كلايتون
دكتور كلايتون (بالإنجليزية: Doctor Clayton)‏ هو كاتب أغاني وعازف بيانو ومغني وموسيقي أمريكي، ولد في 19 أبريل 1898 في جورجيا في الولايات المتحدة، وتوفي في 7 يناير 1947 في شيكاغو في الولايات المتحدة بسبب سل.

## وصلات خارجية
- دكتور كلايتون على موقع ميوزك برينز (الإنجليزية)
- دكتور كلايتون على موقع ديسكوغز (الإنجليزية)
- دكتور كلايتون على موقع ديسكوغز (الإنجليزية)